# Limenitis myrlea
Limenitis myrlea är en fjärilsart som beskrevs av Hans Fruhstorfer 1915. Limenitis myrlea ingår i släktet Limenitis och familjen praktfjärilar. Inga underarter finns listade i Catalogue of Life.